# والک سوری
والک سوری (نام علمی: Allium noeanum) نام یکی از گونه‌های سردهٔ والک  است. ارتفاع گیاه به ۳۰ سانتیمتر می‌رسد. دارای ۳ تا ۴ برگ بلندتر از ساقهٔ گل بوده و عرض آنها به ۲ سانتیمتر می‌رسد. ویژگی این گونه وجود یک برگهٔ افراشته در پای چتر است که دمگل‌ها را مانند غلافی در بر می‌گیرد. قطعات گلپوش ارغوانی مایل به صورتی آن تا ۱۴ میلی‌متر طول دارند. این گونه اکثراً در کردستان می‌روید. زمان گلدهی در اردیبهشت است.
این گیاه همچنین در این گیاه در قزوین،  کامیاران، سقز، آقابرلاغ و همدان وجود دارد و در استان کرمانشاه در پاوه، خانقاه، روستای پشته، اسلام‌آباد غرب، کرند غرب و کرمانشاه می‌توان آن را یافت. از پیاز والک سوری به عنوان موسیر استفاده می‌شود و از برگ و ساقهٔ جوان آن نیز در آش استفاده می‌شود.